# Igor Gostl
Igor Gostl (Split, 23. svibnja 1938. – Zagreb, 20. rujna 1999.), hrvatski filolog i leksikograf 

## Životopis
Rodio se u Splitu. Završio klasičnu gimnaziju u rodnom gradu. Diplomirao u Zagrebu engleski jezik i književnost i talijanski jezik i književnost. Poslije studija radio kao nastavnik u Splitu. Otišao je u Zagreb gdje je radio u Institutu za strane jezike Narodnoga sveučilišta, gdje je predavao engleski i talijanski jezik te objavio i sudjelovao u pisanju dvaju udžbenika
engleskoga jezika i vodio nakladničku djelatnost. Magistrirao je u Zagrebu tezom John Dryden kao kritičar. Specijalizirao se na Sveučilištu u Leicesteru kao stipendist Britanskoga savjeta za kulturne veze (British Councila). U Leksikografskom zavodu »Miroslav Krleža« zaposlio se 1977. godine. Ondje je obnašao uredničke i upravne dužnosti. Doktorirao u Zagrebu 1982. godine tezom O nekim sociolingvističkim aspektima višejezičnih izdanja Enciklopedije Jugoslavije. Stručnim
tajnikom Enciklopedije Jugoslavije, urednikom njezinih inojezičnih izdanja, pomoćnikom glavnog urednika Hrvatske enciklopedije (od 1991.), članom Uredničkoga kolegija Hrvatske enciklopedije (od 1997.)
Suradnik u dvama odborima Razreda za filološke znanosti Hrvatske akademije znanosti i umjetnosti, onima što se bave leksikografskom problematikom. Predavao je studentima Filozofskoga fakulteta, Hrvatskih studija i Zagrebačke škole za strane slaviste.
Napisao prinose za enciklopedije i leksikone, objavio studije iz leksikologije, leksikografije, onomastike, povijesti filologije i hrvatske kulturne povijesti, povremeno i prijevode. 
Od kolega u struci razlikovao se što se posebno bavio teorijom leksikografije i enciklopedike, posebno je proučavao povijest leksikografije kao takve, bavio se životopisima hrvatskih leksikograf (proučavao je Belostenčevo, Crijevićevo, Habdelićevo, Jakobovićevo, Jambrešićevo, Jurinovo, Kašićevo, Katančićevo, Lalangueovo, Lanosovićevo, Mažuranićevo, Mikaijino, Parčićevo, Patačićevo, Relkovićevo, Ritter-Vitezovićevo, Stullijevo, Šitovićevo, Šulekovo, Tadijanovićevo, Tanzlingher-Zanottijevo, Užarevićevo, Voltićevo, Vrančićevo, Zochovo konkretno leksikografsko djelo), bavio se problematikom oko preizdavanja starih izdanja, oko objavljivanja rukopisnih djela, i kritičke redakcije starih leksikografskih priloga. Preizdao je dva sveska nedovršene Zoch-Mencinove Hrvatske enciklopedije, izdane u Osijeku.

## Djela
Napisao:
- U Novim Dvorima (o banu J. Jelačiću, 1990.)
- Zagrebački perivoji i promenade (1994.)
- Bogoslav Šulek, otac hrvatskoga znanstvenoga nazivlja (1995.). Sslovački prijevod: Bohuslav Šulek, otec chorvátskej odbomej terminológie, Záhreb, Spoločnost’ chorvátsko-slovenského priatel’stva, 1997.
- Najsjajnija zagrebačka predstava, 1996.
- Dragutin Antun Parčić i njegovo filološko djelo, 1998.

Priredio i komentarima popratio: 
- Ban Jelačić i događaji u Hrvatskoj 1848 (I–II, 1994. – 98.), Memoari Josipa Neustätera[1]

Suautor kasete English for You Instituta za strane jezike u Zagrebu.

## Vanjske poveznice
- Institut Ruđer Bošković Pregled po znanstveniku